# خروج آمریکا از برجام

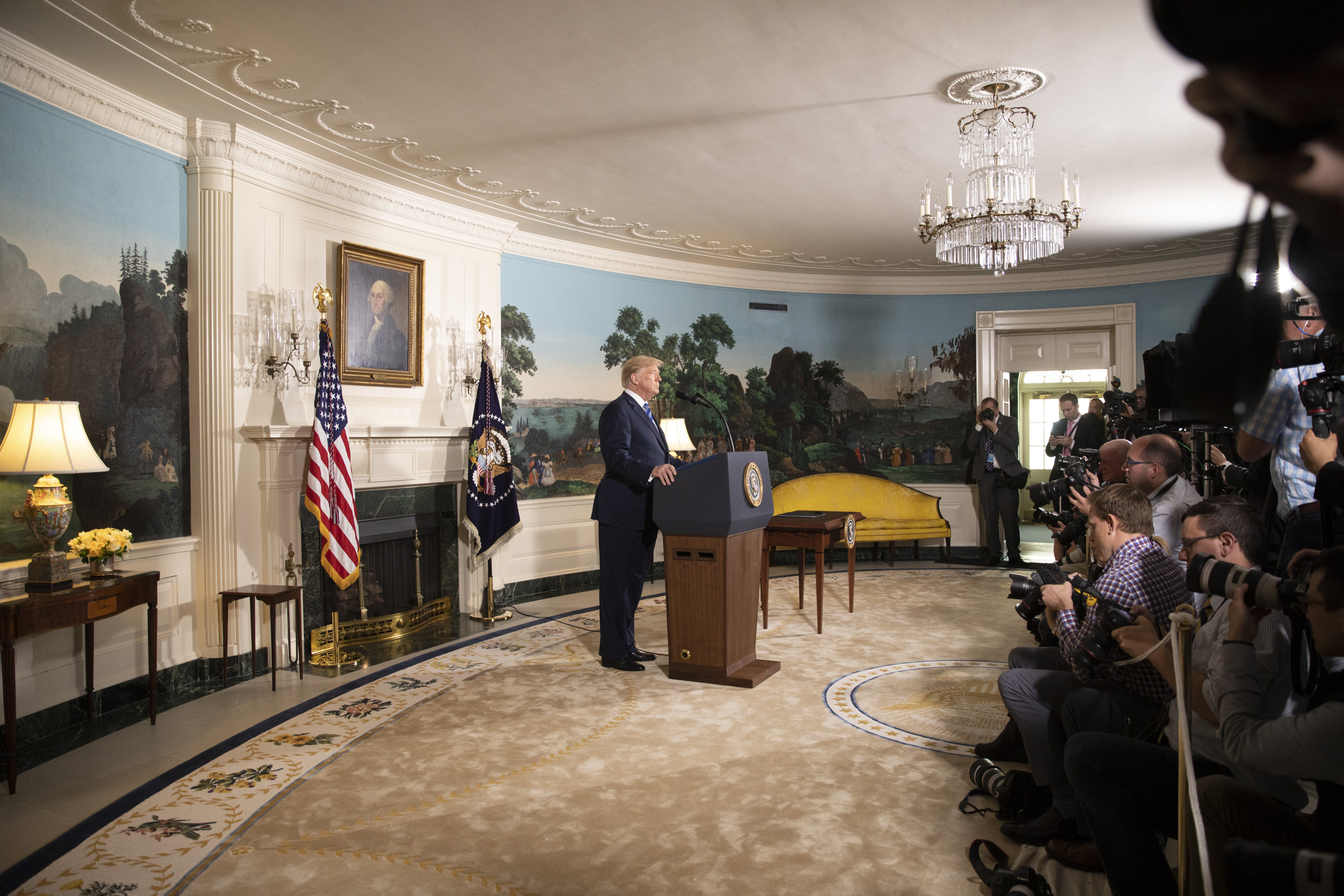
ترامپ در کاخ سفید کناره‌گیری خود را از برجام اعلام می‌کند.

در پی تلاش آمریکا برای خروج از برجام، ایالات متحده آمریکا در روز ۱۸ اردیبهشت ۱۳۹۷ رسماً از برجام خارج شد.
برنامه جامع اقدام مشترک که به‌طور غیررسمی با عنوان‌ها معاهده ایران یا توافق هسته‌ای ایران شناخته می‌شود، توافقنامه‌ای بین‌المللی در مورد برنامه هسته‌ای ایران است که در ژوئیه ۲۰۱۵ بین ایران، گروه ۵+۱ (پنج عضو دائم شورای امنیت سازمان ملل متحد - چین، فرانسه، روسیه، بریتانیا، ایالات متحده + آلمان) و اتحادیه اروپا به تصویب رسید.
در پاسخ به خروج آمریکا، سران سه کشور فرانسه، آلمان و بریتانیا در بیانیه‌ای مشترک، بیان کردند که با افزایش احتمال اعلام نقض توافقنامه از سوی ایالات متحده آمریکا، توسط شورای امنیت، قطعنامه شورای امنیت سازمان ملل متحد مبنی بر تأیید این توافقنامه هسته‌ای همچنان به عنوان «چارچوب قانونی بین‌المللی برای حل اختلاف» باقی خواهد ماند.
واکنش‌ها به این اقدام در ایران متفاوت بوده‌است. برخی نسبت به ترامپ و دولت ایالات متحده آمریکا ابراز انزجار کردند و برخی دیگر، این تصمیم را کاملاً بیهوده و بی‌تاثیر خواندند. این اقدام از سوی محافظه‌کاران آمریکایی در ایالات متحده، که توافقنامه را ضعیف می‌دانستند، ستایش شده‌است. دیگر شخصیت‌های ایالات متحده آمریکا از جمله رئیس‌جمهور پیشین باراک اوباما و جو بایدن، معاون وی، تصمیم دولت ترامپ را مورد انتقاد قرار دادند، در حالی که کشورهای اروپایی شامل بریتانیا، فرانسه و آلمان که این توافق را امضا کرده بودند از این اقدام ابراز تاسف کردند. همچنین نظرسنجی نشان داد که مردم آمریکا با رئیس‌جمهور ترامپ موافق نیستند و ترجیح می‌دهند که بخشی از این معامله را حفظ کنند.

## پیش‌زمینه
تلاش آمریکا برای خروج از برجام برنامه‌ای بود که دونالد ترامپ از زمان شرکت در انتخابات ریاست جمهوری آمریکا در سر داشت. در نهایت در ۱۸ اردیبهشت ۱۳۹۷ دولت ایالات متحدهٔ آمریکا رسماً از برجام خارج و بازگشت تحریم‌ها به صورت گذشته را اعلام کرد و برای انجام مجدد مذاکرات در صورت تمایل ایران اعلام آمادگی نمود.

### سال ۱۳۹۶
طرح خروج از برجام در اواخر شهریور ۱۳۹۶ قوت گرفت و در مهر ماه همان سال، به‌طور جدی در دستور کار دولت آمریکا قرار گرفت. از آنجا که امکان خروج یک جانبه آمریکا از این توافق‌نامه بین‌المللی ممکن نبود، ترامپ منتظر فرصتی برای متهم کردن ایران به خروج از برجام ماند. این تلاش‌های دولت ترامپ مشکل بزرگ روبر بود و آن هم اعلام پایبندی ایران به مفاد برجام از طرف کارشناسان آژانس بین‌المللی انرژی اتمی بود. لذا دولت آمریکا سعی کرد تا با تمرکز بر برنامه موشک‌های بالستیک ایران، دولت ایران را ناقض روح برجام نشان دهد. ترامپ همچنین مقامات امنیتی و اطلاعاتی آمریکا را برای «ساختن» شواهدی که نقض برجام توسط ایران را نشان دهند تحت فشار قرار داده‌است. ترامپ در ۲۰ سپتامبر ۲۰۱۷ اعلام کرد که تصمیم خود را در مورد توافق‌نامه هسته‌ای با ایران گرفته‌است ولی از اعلان عمومی جزئیات آن خودداری کرد.

### سال ۱۳۹۷
از واپسین روزهای سال ۱۳۹۶، مجدداً اخباری در مورد تلاش‌های آمریکا برای برهم زدن برجام شنیده شد که در فروردین و اردیبهشت ۱۳۹۷ شدت گرفت.
رکس تیلرسون، وزیر امور خارجه آمریکا و هربرت ریموند مک‌مستر، مشاور امنیت ملی آمریکا، که همیشه ترامپ را به ادامه توافق هسته‌ای با ایران ترغیب می‌کردند به ترتیب با مایک پمپئو، مدیر سازمان سیا، و جان بولتن، سفیر اسبق آمریکا در سازمان ملل، جایگزین شدند، سیاستمدارانی که همسو با ترامپ فکر می‌کنند و خروج از برجام را از اولویت‌های سیاست خارجی خود می‌خوانند.
ترامپ بارها دربارهٔ اصلاح برجام تا ۲۵ اردیبهشت ۱۳۹۷ (۱۲ مه ۲۰۱۸) سخن گفته و تأکید کرده که اگر سایر کشورهای عضو پیمان برجام (شامل فرانسه، بریتانیا، روسیه، چین و آلمان) کاری برای اصلاح این توافق با توجه به خط مشی آمریکا نکنند، آمریکا تحریم‌های هسته‌ای علیه ایران را دوباره اعمال می‌کند. وی اعلام کرد که دولت ایالات متحده فقط در صورت بازبینی و اصلاح در برجام و لحاظ کردن چهار شرط در توافق هسته‌ای باقی می‌ماند.
ترامپ در کنفرانس مطبوعاتی مشترک با امانوئل ماکرون، رئیس‌جمهور فرانسه گفت: «هیچ‌کس نمی‌داند که تصمیم من برای دوازدهم ماه مه (موعد تمدید تأیید پایبندی ایران به برجام) چه خواهد بود.»
بنیامین نتانیاهو، نخست‌وزیر اسرائیل، «احتمال بسیار قوی» می‌دهد که آمریکا به زودی از توافق هسته‌ای خارج شود و آمریکا را در مرز خروج از برجام دانست.
وندی شرمن، معاون سیاسی سابق وزارت خارجه آمریکا، دربارهٔ ایزوله شدن آمریکا پس از خروج از توافق هسته‌ای ابراز نگرانی کرد. شرمن در مقاله خود در نیویورک تایمز تأکید می‌کند که خروج از توافق هسته‌ای دست ایران را برای غنی‌سازی اورانیوم باز می‌کند و همان قدر که آمریکا به این توافق متعهد نمی‌ماند، ایران هم خود را ملزم به تعهد به توافق هسته‌ای نمی‌بیند. همچنین اگر آمریکا هم‌پیمان قابل اعتمادی نباشد، کشورهای اروپایی آمریکا را در معادلات بین‌المللی بازی نمی‌دهند. بسیاری دیگر از منتقدان سیاست‌های کاخ سفید هم اعتقاد دارند خروج از توافق برجام به روابط آمریکا با متحدان اروپایی آن آسیب جدی وارد می‌آورد. این اقدام علاوه بر تهدیدی که علیه منافع امنیت ملی آمریکا ایجاد می‌کند توانایی بین‌المللی برای نظارت بر فعالیت‌های ایران را کاهش می‌دهد. بدیهی است خروج ایالات متحده از توافق هسته‌ای بقیه کشورهای متخاصم با ایالات متحده (مانند کره شمالی که تهدید هسته ای خطرناکی برای آمریکا است) را از مذاکره با این کشور دلسرد خواهد کرد و بیش از اینکه این خروج به ضرر ایران باشد به نفع ایران خواهد بود.
بعد از خروج احتمالی آمریکا از برجام، احتمالاً هیچ تحریمی از سوی سازمان ملل در کار نخواهد بود در نتیجه ایران تقریباً مطمئن است که دوران تحریم نفت سپری‌شده‌است.
روز دوشنبه (۱۱ اردیبهشت ۱۳۹۷) دونالد ترامپ رئیس‌جمهور در پیام توئیتری از اعلام تصمیم خود در مورد ماندن در برجام یا خروج از آن در ساعت ۱۴ روز ۸ مه (به وقت آمریکا) (برابر با ساعت ۲۲:۳۰ روز ۱۸ اردیبهشت در ایران) خبر داد.
همچنین یک هفته بعد در روز دوشنبه ۱۹ اردیبهشت ماه سال ۹۷ مصادف با ۸ می ۲۰۱۸ ترامپ رسماً خروج آمریکا از برجام را اعلام کرد و به تمامی شرکت‌ها و تجار فرصت داد ظرف مدت ۱۸۰ روز از فعالیت در ایران خارج شوند. با دستور ترامپ تمامی تحریم‌ها اعم از موشکی-هسته ای و… برگشت. عربستان سعودی و بحرین و اسرائیل از اولین کشورهایی بودند که از این تصمیم ترامپ حمایت کردند.

### اعلان
رهبر ایران در اولین واکنش به خروج آمریکا از برجام، خطاب به مسئولان کشور هشدار داد: «به سه کشور اروپایی اعتماد نکنید. اگر تضمین قطعی ندهند، نمی‌شود ادامه داد.» وی همچنین با اشاره به اظهارات اخیر ترامپ، گفتند: از طرف ملت ایران به او می‌گویم «شما غلط می‌کنید».

در پی تلاش آمریکا برای خروج از برجام، دونالد ترامپ در روز ۱۸ اردیبهشت رسماً خروج آمریکا از برجام را اعلام کرد. و این حرکت را «کنار کشیدن» از آن توصیف نمود، که واژه‌ای از لحاظ فنی نادرست است زیرا این توافق یک معاهده نیست و آمریکا فقط می‌تواند مفاد این توافق‌نامه بین‌المللی را اجرا یا نقض کند.
وی این توافق را یک توافق وحشتناک یک طرفه خواند که هرگز نباید امضا می‌شد. این توافق صلح و آرامش نیاورد و نخواهد آورد. ترامپ گفت: «امروز من اعلام می‌کنم که ایالات متحده از توافق هسته‌ای ایران خارج می‌شود» و «بالاترین سطح از تحریم‌های اقتصادی» علیه ایران اعمال خواهد شد.
فرانسه، آلمان و انگلیس گفته‌اند که از تصمیم ترامپ برای خروج از این توافق متأسفند و تلاش می‌کنند تا او را متقاعد کنند که باقی بماند. از میان هشت طرف امضاکننده برجام (چین، فرانسه، آلمان، اتحادیه اروپا، ایران، روسیه، انگلستان و ایالات متحده) هیچ‌کدام حمایت خود را از تصمیم ترامپ برای خروج از برجام ابراز نکرده‌اند. با این حال، بنیامین نتانیاهو نخست‌وزیر اسرائیل می‌گوید که او از خروج «جسورانه» ترامپ از یک معامله «فاجعه آمیز» «کاملاً حمایت می‌کند.» همچنین عربستان سعودی، رقیب منطقه‌ای ایران می‌گوید که از حرکت ترامپ به سمت خروج از توافق «حمایت و استقبال» می‌کند.

### دستور العمل
دقایقی بعد از اعلام خروج آمریکا از برجام توسط ترامپ، وزارت خزانه‌داری ایالات متحده آمریکا در بیانیه‌ای دستور العمل خروج از برجام را منتشر نموده و اعلام کرد اقدامات فوری را برای اجرای تصمیم رئیس‌جمهور انجام می‌دهد. طی این بیانیه اعلام شده که تحریم‌ها علیه ایران طی بازه ۹۰ روزه و ۱۸۰ روزه باز خواهند گشت؛ به گونه‌ای که در پایان این دوره‌ها تحریم‌های قابل اجرا به اثرگذاری کامل برسند. این امر شامل اقدامات در چارچوب هر دو دسته تحریم‌های اولیه و ثانویه می‌باشد.

## آمار و نظرسنجی‌ها
رسانهٔ آمریکایی سی‌ان‌ان آماری از نظرسنجی خود در جامعهٔ اطلاعاتی مورد نظر منتشر کرده‌است.
| آیا آمریکا باید از توافق با ایران خارج شود؟ | آیا آمریکا باید از توافق با ایران خارج شود؟ | آیا آمریکا باید از توافق با ایران خارج شود؟ | آیا آمریکا باید از توافق با ایران خارج شود؟ | آیا آمریکا باید از توافق با ایران خارج شود؟ |
| ------------------------------------------- | ------------------------------------------- | ------------------------------------------- | ------------------------------------------- | ------------------------------------------- |
|                                             |                                             |                                             |                                             |                                             |
| خیر                                         | خیر                                         |                                             | ۶۳٪                                         | ۶۳٪                                         |
| بله                                         | بله                                         |                                             | ۲۹٪                                         | ۲۹٪                                         |
| ممتنع                                       | ممتنع                                       |                                             | ۸٪                                          | ۸٪                                          |

## سال ۱۳۹۸

### کاهش تعهدات ایران
واشینگتن بعد از خروج از برجام در راستای سیاستی موسوم به «فشار حداکثری» به اقداماتی تحریک‌آمیز مانند قرار دادن نام سپاه پاسداران انقلاب اسلامی در فهرست سازمان‌های تروریستی، اعزم یک ناوگروه، چند بمب‌افکن بی-۵۲ و چند جنگنده اف-۲۲ به منطقه و تحریم وزیر خارجه ایران روی آورده‌است.
جمهوری اسلامی ایران در واکنش به این اقدام یک سال «صبر راهبردی» را در دستور کار قرار داد و به طرف‌های توافق هسته‌ای به ویژه کشورهای اروپایی که وعده جبران خروج آمریکا را می‌دادند مهلت داد به تعهدات خود ذیل توافق هسته‌ای عمل کنند.
با گذشت یک سال و محقق نشدن وعده‌های اروپا، شورای عالی امنیت ملی ایران در بیانیه‌ای روز ۱۸ اردیبهشت‌ماه به طرف‌های توافق هشدار داد در صورتی که ظرف ۶۰ روز به تعهدات خود در زمینه‌های نفتی و بانکی عمل نکنند ایران طبق مفاد برجام، از تعهدات خود ذیل این توافق خواهد کاست.
جمهوری اسلامی ایران تا کنون در سه گام گام از تعهدات خود کاسته‌است.
اولین گام ایران در کاهش تعهدات، عبور از سقف ۳۰۰ کیلوگرمی ذخایر اورانیوم غنی‌شده ۳٫۶۷ درصد، عدم فروش آب سنگین و مازاد اورانیوم غنی‌شده بود که در تاریخ هجدهم اردیبهشت اعلام شد. گام دوم روز شانزدهم تیر و با بیانیه‌ای دولت مبنی بر افزایش سطح غنی‌سازی از ۳٫۶۷ درصد اجرا شد.
گام سوم ایران برای کاهش و توقف برخی تعهدات ذیل برجام که از ۱۵ شهریورماه شروع شد بیشتر مربوط به برداشتن محدودیت‌ها روی فعالیت‌های تحقیق و توسعه (R & D) از جمله توسعه و راه‌اندازی نسل جدید سانتریفیوژها در تأسیسات غنی‌سازی اورانیوم بود.
اقدامات ایران در کاهش تعهدات برجامی ذیل سازوکار بندهای ۳۶ و ۳۷ توافق هسته‌ای وین صورت می‌گیرند.

### گام چهارم کاهش تعهدات و بازتاب‌های آن
خامنه ای دردهم مهر ماه خواستار ادامه روند کاهش تعهدات شد.
اگنس واندر مول سخنگوی وزارت امور خارجه فرانسه چهارشنبه در نشست خبری گفت: «ایران باید از عبور از یک مرحله جدید از اقدامات نگران‌کننده‌ای که تنش‌ها را تشدید می‌کند، خودداری کند.»
«حسن روحانی» نیز رئیس‌جمهور ایران روز دوشنبه در نشست مطبوعاتی با اشاره به این که در صورت پایبندی اروپا به برجام، تهران نیز تعهدات توافق هسته‌ای سال ۲۰۱۵ را اجرا می‌کند، گفت که ایران در حال کار روی بر سانتریفیوژهای پیشرفته IR-۹ برای غنی سازی اورانیوم است.
«ژان ایو لودریان» هم روز سه‌شنبه در مصاحبه با روزنامه «فیگارو» نه تنها گفت ایران باید به برجام پایبند باشد، بلکه محدود کردن مسائل دیگری از جمله فعالیت‌های موشکی و منطقه‌ای ایران را هم جزو اهداف پاریس برشمرد.
ماژاکوچیانیک، سخنگوی کمیسیون اروپا نیز در واکنش به گام چهارم ایران گفته که برجام «مربوط به امنیت ما است و توافقی نیست که فقط برای امنیت منطقه و اروپا اهمیت داشته باشد، بلکه برای امنیت کل دنیا است.»
همچنین وزارت خارجه فرانسه در واکنش به گام چهارم تهران در کاهش تعهدات برجامی اعلام کرد:
اعلامیه تهران دربارهٔ کاهش تعهدات خود در قبال برجام نقض شرایط آن محسوب می‌شود. در همین راستا وزیر امور خارجه انگلیس «دومنیک راب» روز سه‌شنبه به تصمیم ایران برای برداشتن چهارمین گام در جهت کاستن از تعهدات خود ذیل برجام واکنش نشان داد.
در بیانیه وزیر خارجه انگلیس آمده‌است: «اقدامات اخیر ایران به وضوح تخطی از توافق هسته‌ای و خطری برای امنیت ملی ما محسوب می‌شوند. ما می‌خواهیم از طریق گفتگوهای بین‌المللی راهی به جلو پیدا کنیم، اما لازم است ایران به تعهداتی که پذیرفته پایبند باشد و فوراً به پایبندی کامل [به برجام] بازگردد.»
سخنگوی وزارت امور خارجه آمریکا نیز در واکنش به اعلام ایران برای برداشتن گام چهارم کاهش تعهدات برجامی خود گفت که اعلام ایران برای افزایش غنی‌سازی گامی بزرگ در مسیری غلط است. سه قانونگذار ارشد آمریکایی نیز خواستار برخور جدی و عدم تمدید معافیت‌های هسته ای ایران شدند.
در همین زمینه دولت آمریکا اعلام کرد که معافیت‌های همکاری شرکت‌های خارجی در سایت هسته‌ای فردو را نیز در ایران را لغو می‌کند. مایک پومپئو، وزیر خارجه آمریکا دوشنبه ۲۸ آبان در یک نشست خبری با اعلام این تصمیم، گفت که این عدم تمدید معافیت از۲۴ آذر اجرایی خواهد شد. همکاری کمپانی‌های خارجی در سایت فردو یکی از چهار معافیت دولت آمریکا در ارتباط با پروژه هسته‌ای ایران بود. دولت ایالات متحده آمریکا ۱۰ آبان امسال معافیت‌ها برای چند شرکت خارجی جهت همکاری هسته‌ای با ایران در سایت فردو، کوره بوشهر و تأسیسات آب سنگین اراک را تمدید کرده بود.
برخی اعضای کنگره شامگاه دوشنبه ۲۷ آبان و در پیام‌هایی مواضع خود را اعلام کرده و همچنین خواستار پایان دادن به دیگر معافیت‌های هسته‌ای ایران شدند.
تام کاتن، نماینده جمهوریخواه ایالت آرکانزاس در سنای آمریکا گفت: ملاها به جای کمک به مردمشان که در خیابان‌ها اعتراض می‌کنند، با اتم در یک انبار زیرزمینی در فردو بازی می‌کنند. تصمیم دولت آمریکا برای لغو معافیت تحریم‌های فردو و ادامه فشار حداکثری بر رژیم حاکم در تهران، تصمیمی درست است.
تد کروز نماینده جمهوریخواه ایالت تگزاس در سنای آمریکا گفت: من به همراه سناتور لیندزی گراهام و لیز چینی عضو مجلس نمایندگان، از بابت خبر امروز مبنی بر این که دولت آمریکا سرانجام معافیت‌های مربوط به فعالیت‌های غیرنظامی در تأسیسات فردو ایران را تمدید نمی‌کند، پرزیدنت ترامپ و وزیر خارجه پمپئو را تحسین می‌کنیم. این مکان [فردو] در کنار یک کوه و برای ساختن جنگ‌افزارهای هسته‌ای حفر شده‌است.
شرکت «روس اتم» روسیه در ۱۵ آذر در بیانیه ای اعلام کرد با آغاز غنی‌سازی اورانیوم در مرکز «فردو» امکان تولید رادیو ایزوتوپ‌های پایدار وجود نداردو پروژه تبدیل کاربری این مرکز به حالت تعلیق درآمده است>
در همین راستا وزارت امور خارجه روسیه در بیانیه‌ای اعلام کرد: «اتخاذ چنین تصمیمی در واقع نمونه دیگری از نقض آشکار تعهدات بین‌المللی از سوی آمریکا و رویکرد غیرمسئولانه این کشور به توافقی است که شورای امنیت سازمان ملل از آن حمایت می‌کند. آنها نه‌تنها آشکارا اقدام به نقض قطعنامه شورای امنیت می‌کنند، بلکه مانع اجرای آن توسط سایر کشورها نیز می‌شوند. این رفتار شرم‌آور از سوی یکی از بزرگ‌ترین کشورهای جهان که ادعای رهبری جهان را دارد، باید با قاطعیت محکوم شود.»
وزارت خارجه روسیه همچنین شنبه ۱۶ آذر ماه در بیانیه‌ای اعلام کرد که هیئت این کشور حاضر در نشست روز جمعه کمیسیون مشترک برجام در وین، بر لزوم اجرای پروژه‌های تأسیسات اراک و فردو تأکید کرده‌است. البته در بیانیه‌ای که در پایان نشست کمیسیون مشترک صادر شد به بحث فردو نیز پرداخته شده بود و آمده‌است: «حاضران در نشست، تحولات اخیر مرتبط با تأسیسات فردو را مدنظر قرار داده و حمایت قاطع خود را از تلاش‌های روسیه جهت تداوم اجرای پروژه ایزوتوپ‌های پایدار اعلام داشتند.» همچنین «سرگئی ریابکوف»، معاون وزیر خارجه روسیه روز پنجشنبه ۱۴ آذر ماه نیز در اظهاراتی پیش از نشست کمیسیون برجام گفته بود که مشکلات مربوط به برجام در حال انباشته شدن هستند و این می‌تواند تلاش‌ها برای نجات آن را مختل کند
طبق گزارشی در ۲۴ آذر که توسط سایت منسوب به کنگره آمریکا منشتر شد چند مقام آمریکایی گفته‌اند که دولت این کشور در حال رصد صادرات آب سنگین ایران است و ممکن است که مشتریان خارجی این محصول را تحریم کند.
اشاره این مقام آمریکایی به «تحریم»، ممنوعیت‌هایی است که آمریکا به صورت یکجانبه و بر خلاف قطعنامه شورای امنیت سازمان ملل متحد و توافق هسته‌ای، علیه خرید آب سنگین از ایران وضع کرده‌است.
به نوشته فری بیکن، ایران در ماه‌های اخیر ذخایر آب سنگین خود را افزایش داده‌است. در حالی‌که دولت آمریکا محدودیت‌ها بر صادرات آب سنگین ایران را شدت بخشیده، بازرسان بین‌المللی اخیراً متوجه شدند که ایران در چهار نوبت آب سنگین خود را از ماه مه (اردیبهشت) به یک خریدار بین‌المللی فروخته‌است. ایران بر اساس توافق هسته‌ای سال ۲۰۱۵ اجازه یافت تا آب سنگین هسته‌ای مازاد خود را بدون این که با تحریمی مواجه شود به بازار بین‌المللی بفروشد. در زمان دولت «باراک اوباما» رئیس‌جمهور سابق آمریکا، واشینگتن دستکم ۸٫۶ میلیون دلار آب سنگین از ایران خریداری کرد.
این وبگاه در خاتمه بر اساس اخبار تأیید نشده کارشناسان هسته‌ای نوشت که به احتمال بسیار زیاد «روسیه» خریدار آب سنگین ایران است.
سخنگوی وزارت امور خارجه فرانسه نیزدر خصوص تصمیم آمریکا برای پایان بخشیدن به معافیت سایت هسته‌ای فردو که در پی از سرگیری غنی‌سازی در این سایت اتخاذ شده‌است ابراز تاسف کرده‌است.
در تاریخ ۱۸ اردیبهشت ۱۳۹۸ ایران گام نخست در کاهش تعهدات برجامی خود برداشته، در تاریخ ۱۶ تیر نیز گام دوم در ۱۴ شهریور گام سوم را عملیاتی کرده و در ۱۴ آبان گام چهارم عملیاتی شد.
حمید بعیدی نژاد سفیر ایران در لندن ازبه چالش کشیدن مفاد برجام در پایان هر ۶۰ روز خبر داد. رئیس‌جمهوری ایران نیز اعلام کرده در راستای کاهش تعهدات برجامی در گام چهارم از فردا چهارشنبه تزریق گاز به سانتریفیوژها در فردو آغاز خواهد شد. وی دربارهٔ بازگشت‌پذیر بودن اقدامات نیز اشاره کرده در یک گفتگویی که انجام می‌دهیم؛ معیار را از اول ژانویه
یک سال پس از خروج یک‌جانبه ایالات متحده آمریکا از برجام و شکیبایی ایران، در روز چهارشنبه ۱۸ اردیبهشت ۱۳۹۸ و شورای عالی امنیت ملی ایران با صدور بیانیه‌ای اعلام کرد این کشور براساس بندهای ۲۶ و ۳۶ برجام، اجرای برخی اقدامات در چارچوب این تعهدنامه را متوقف می‌کند. این بیانیه در توضیح «کاهش تعهدات» گفته‌است که «جمهوری اسلامی ایران در مرحله فعلی دیگر خود را متعهد به رعایت محدودیت‌های مربوط به نگهداری ذخایر اورانیوم غنی شده و ذخایر آب سنگین نمی‌داند.» در پی انتشار این بیانیه حسن روحانی در جلسه هیئت دولت گفت: «از امروز فروش اورانیوم غنی شده و آب سنگین را متوقف می‌کنیم.» در بیانیه شورای‌عالی امنیت ملی به کشورهای باقی مانده در برجام شصت روز فرصت داده شده تا تعهدات خود به ویژه در حوزه‌های بانکی و نفتی را عملیاتی نمایند؛ در غیر این صورت در گام بعدی جمهوری اسلامی ایران «رعایت محدودیت‌های مربوط به سطح غنی سازی اورانیوم و اقدامات مربوط به مدرن سازی رآکتور آب سنگین اراک را نیز متوقف خواهد کرد.» این تصمیم ایران در همین روز طی نامه حسن روحانی به اطلاع سران کشورهای عضو برجام شامل آلمان، انگلیس، چین، روسیه و فرانسه رسید.
پس از بیانیه ایران کشورهای اروپایی عضو برجام و اتحادیه اروپا با صدور بیانیه‌ای مشترک در واکنش به مهلت ۶۰ روزه ایران برای اجرای تعهدات بانکی و نفتی اعلام کردند هیچ ضرب‌الاجلی را از سوی تهران نمی‌پذیرند.

### گام پنجم کاهش تعهدات
علی‌اکبر صالحی و علی شمخانی هر دو در ۲ دی‌ماه عنوان‌کرده‌اند: «ما آمادگی لازم برای گام‌های لازم را داریم. اما دیگر خیلی گامی به لحاظ فنی باقی نمانده‌است با این حال می‌توانیم برخی فرایندها را شتاب دهیم اما جواد ظریف گفته: «بعید می‌دانم اروپا از برجام خارج شود برخی منابع نیز عنوان می‌کنند که بحث غنی سازی ۲۰ درصد و کنار گذاشتن اجرای داوطلبانه پروتکل الحاقی جزو گزینه‌های گام پنجم نخواهند بود.
روزنامه خراسان (وابسته‌به آستان قدس) نیز در گزارشی گزینه‌های احتمالی در گام پنجم را نصب حدود ۱۱ هزار سانتریفیوژ IR-1 و ۸۰۰ سانتریفیوژ IR2m که می‌تواند ظرفیت غنی سازی را از حالت فعلی به سه برابر افزایش دهد یا افزایش غنی سازی به ۲۰ درصد و نیز کنار گذاشتن اجرای داوطلبانه پروتکل الحاقی عنوان کرد.

### بیانیه پارلمان اروپا و مکانیسم ماشه
مقامات ارشد اروپایی در حاشیه نشست فصلی شورای اروپا اعلام کردند در صورتی که گفتگوها با ایران به نتیجه نرسند کشورهای اروپایی از سازوکار موسوم به «مکانیسم ماشه» برای برگرداندن تحریم‌های بین‌المللی علیه ایران استفاده خواهند کرد. دیپلمات‌های اروپایی اما می‌گویند تهدید اروپا برای ایجاد مکانیسمی که مجدداً تحریم‌های سازمان ملل متحد علیه ایران را نشان دهد، شکست چشمگیر دیپلماسی در تلاش برای نجات توافق هسته ای سال ۲۰۱۵ است و می‌تواند توافق را در معرض خطر قرار دهد.
«ژان ایو لودریان»، وزیر خارجه فرانسه روز ۶ آذر ماه ایران را به آغاز سازوکار موسوم به مکانیسم ماشه تهدید کرد.
لودریان گفته‌است که این کشور به‌طور جدی کلید زدن «مکانیسم ماشه» را که به از سرگیری تحریم‌های سازمان ملل علیه ایران منجر خواهد شد، در دست بررسی دارد.
در ۸ آذرماه لودریان در توئیترش نوشت: «امروز تصمیم مهمی از سوی ۶ کشور اروپایی برای پیوستن به اینستکس انجام شد. اروپایی‌ها تعهد عمیقی برای حمایت از برجام و استقلال عمل اروپا نشان دادند. انتظار داریم ایران به تبعیت از برجام بازگردد.»
بورل جایگزین جدید موگرینی در اتحادیه اروپا چندی پیش در مصاحبه با پولیتکو در مورد روابط با ایران و توافق هسته‌ای، در پاسخ به این سؤال که آیا این توافق «مرده» است، گفت: «این توافق مرده‌است، اما نه برای ما. آمریکایی‌ها تصمیم گرفتند آن را بکشند، آن هم به صورت یکجانبه، همان‌طور که کارها را بدون مشورت قبلی، بدون اینکه منافع اروپایی‌ها را در نظر بگیرند، انجام می‌دهند.»
بورل در مورد اینکه واشینگتن ایران را به تلاش برای نابود کردن اسرائیل متهم کرده و به همین بهانه تحریم‌هایی علیه تهران وضع کرده هم گفت: «ما بچه نیستیم که هرچه که آن‌ها می‌گویند را دنبال کنیم. ما چشم‌انداز خود، منافع خود و راهبرد خود را داریم و به کار با ایران ادامه می‌دهیم. اگر آن‌ها تسلیحات هسته‌ای بسازند، برای ما بسیار بد می‌شود… ایران می‌خواهد اسرائیل را محو کند؟ چیز تازه‌ای نیست. باید با این کنار بیایید.»
ریچارد گرنل، سفیر آمریکا در آلمان روز شنبه از پیوستن شش کشور اروپایی به سازوکار مالی موسوم به «اینس‌تکس» برای تجارت با ایران انتقاد کرده‌است.
ریچارد گرنل گفته‌است: «پیوستن کشورهای اروپایی به اینس‌تکس در بدترین زمان! چرا باید با رژیمی تجارت کرد که مردم ایران را می‌کشد و اینترنت را قطع می‌کند؟ شما باید حامی حقوق بشر باشید و نه تجارت با ستمگران.»
نخست‌وزیر اسرائیل روز یکشنبه ۱۰ آذر از حمایت برخی کشورهای اروپایی سازوکار ویژه مالی اتحادیه اروپا برای تجارت با ایران، اینستکس، که برای دور زدن تحریم‌های آمریکا علیه جمهوری اسلامی طراحی شده‌است، انتقاد کرده‌است.
به گزارش تایمز اسرائیل، بنیامین نتانیاهو در واکنش به این خبر گفت: «در حالی که رژیم ایران مردم خود را می‌کشد، کشورهای اروپایی با شتاب به حمایت از آن رژیم قاتل می‌پردازند … کشورهای اروپایی باید از خود خجالت بکشند.»
بنیامین نتانیاهو همچنین در ایراد سخنرانی سالانه خود افزود یکشنبه ترامپ دیدار کردم اصلی گفتگو ایران بود. ادامه این گفتگو با پمپئو نیز در وهله نخست دربارهٔ ایران خواهد بود و سپس دو موضوع دیگرکه
پیمان دفاعی با آمریکا که خواهان پیشبرد آن هستم و همچنین به رسمیت شناختن کرانه باختری به عنوان بخشی از اسراییل. در پاسخ به سؤال خبرنگاران:
پرزیدنت ترامپ از طریق تحریم‌ها، فشارهای سنگینی علیه رژیم ایران اعمال می‌کند و این مشخص است.
ما شاهد نوساناتی در امپراتوری جمهوری اسلامی هستیم. اعتراضات در تهران، اعتراضات در بغداد، اعتراضات در بیروت. مهم است این فشارها علیه خشونت رژیم ایران را تشدید داد.
ما همچنین شاهد خواست رژیم ایران برای پیشرفت به سمت توسعه سلاح هسته‌ای و موشک‌های بالستیک، از جمله موشک‌های دقیق هستیم. ما باید با این مقابله کنیم و راه مقابله، تشدید فشار است.
من شش کشور اروپایی که به جای تشدید تحریم‌های آمریکایی، آن‌ها را تضعیف می‌کنند را محکوم کردم. این عادلانه نیست. شرم بر اینستکس باد.
شش کشور اروپایی بلژیک، دانمارک، سوئد، فنلاند، نروژ و هلند روز جمعه در بیانیه مشترکی اعلام کردند که جهت حمایت از تلاش‌های اروپا برای حفظ توافق هسته ای با ایران موسوم به برجام به سازوکار «اینس‌تکس» خواهند پیوست.
سه کشور اروپایی طرف برجام از ۱۱ بهمن‌ماه ساز و کاری به نام اینستکس را برای تسهیل مبادلات تجاری با ایرن راه‌اندازی کرده‌اند.
در۲۴آذرماه وزارت خارجه آمریکا در برابر دست کشیدن کروز، سناتور تندروی جمهوری‌خواه و دارای مواضع شدیداً ضدایرانی از مخالفت با انتصاب «استفان بیگان»، به‌عنوان نفر دوم وزارت امور خارجه، با انتشار بخشی از یک «نظر حقوقی» وزارت امور خارجه آمریکا که می‌گوید به رغم خروج واشینگتن از برجام، این کشور همچنان حق استفاده از مکانیسم ماشه را دارد، موافقت کرده‌است. قرار است کروز و دیگر مخالفان برجام در سنا از نظر حقوقی که در اختیار آنها قرار گرفته برای استفاده از مکانیسم ماشه علیه ایران استفاده کنند.
این دیدگاه از نظر حقوقی می‌گوید: «از آنجا که ایالات متحده یکی از مشارکت‌کنندگان اولیه در برجام [ذکر شده در قطعنامه شورای امنیت بوده‌است، یک بحث حقوقی وجود دارد که ما می‌توانیم مکانیسم ماشه را با ثبت یک اطلاع در شورای امنیت ذیل قطعنامه ۲۲۳۱ در خصوص موردی که از نظر آمریکا به منزله نقض آشکار برجام است، به جریان بیندازیم.»
رویترز۲۹آذر به نقل از دیپلمات‌های اروپایی گزارش‌داد: طرفهای اروپایی برجام در ماه ژانویه مکانیسم ماشه را فعال خواهند کرد تا ایران را مجبور کنند از نقص توافق هسته‌ای عقب‌نشینی کند، اما برای احیای تحریم‌های سازمان ملل عجله نخواهند کرد
شش کشور اروپایی بلژیک، استونی، فرانسه، آلمان، لهستان و انگلیس در بند آغازین بیانیه‌ای که در ۲۹ آذر منتشر شد نوشته‌اند «[ما] معتقدیم اکنون بیش از هر زمان دیگر مهم است که برجام را حفظ و قطعنامه شماره ۲۲۳۱ شورای امنیت سازمان ملل متحد را به‌طور کامل اجرا کنیم.»
کشورهای اروپایی با این حال مقطع زمانی فعلی را «چالش‌برانگیز» و برداشتن گام‌های جدید از سوی ایران را «بسیار نگران‌کننده» توصیف کرده‌اند.
در این بیانیه آمده‌است: «با وجود این، ما وارد برهه‌ای چالش‌انگیز در این خصوص شده‌ایم. جدیدترین گام‌های برداشته‌شده توسط ایران نگران‌کننده و حاوی تلویحات جدی در زمینه منع اشاعه هستند.»

### پایبندی به توافقات پادمانی
جکی ولکات نماینده آمریکا در آژانس بین‌المللی انرژی اتمی با انتشار بیانیه‌ای از ایران خواست که به‌طور کامل به تعهدات پادمانی هسته‌ای خود پایبند باشد و خیلی سریع، به سؤالات مهم مبنی بر اینکه این مواد از کجا آمده و اینکه هم‌اکنون هرگونه مواد و تجهیزات هسته‌ای مربوطه در چه وضعیتی به سر می‌برد پاسخ موثقی بدهد. کورنل فروتا مدیرکل موقت آژانس بین‌المللی انرژی اتمی نیز در آخرین جلسهٔ شورای حکام در سال ۲۰۱۹ ضمن تأکید بر ادامه فعالیت آژانس برای راستی‌آزمایی عدم انحراف مواد هسته‌ای اعلامی توسط ایران تحت توافق پادمان مدعی شد که کارشناسان آژانس، ذرات اورانیوم طبیعی را از منشأ انسانی در مکانی در ایران که قبلاً به آژانس اعلام نشده بود، پیدا کرده‌اند.
کفیل مدیرکل آژانس بین‌المللی انرژی اتمی گزارشی از عدم تبعیت جمهوری اسلامی ایران از برخی تعهدات خود در قالب توافق هسته‌ای را به شورای امنیت سازمان ملل ارسال کرده‌است.
سه‌شنبه ۲۶ نوامبر، کورنل فروتا، کفیل مدیرکل آژانس بین‌المللی انرژی اتمی، گزارش خود را به رئیس شورای امنیت ارسال کرد تا در میان اعضای شورا توزیع شود.
این گزارش در خصوص فعالیت‌های اتمی ایران در زمینه تحقیق و توسعه سانترفیوژها است و به گفته رئیس‌جمهوری ایران در ۵ سپتامبر استناد کرده‌است که گفته بود از جمعه آن هفته ایران دیگر به تعهدات خود در این زمینه پایبند نخواهند ماند.
کورنل فروتا تأیید کرده‌است که جمهوری اسلامی ایران در چندین مورد سانترفیوژهای جدید و قطعات مربوطه را برخلاف توافق سال ۲۰۱۵ نصب کرده‌است.
«سید عباس عراقچی» معاون وزیر امور خارجه جمهوری اسلامی ایران با بیان اینکه توافق هسته‌ای ایران را هنوز می‌توان حفظ کرد، گفت اروپا باید تلاش بیشتری برای حفظ برجامی انجام دهد که خواستار تداوم آن است.
عراقچی در مصاحبه با وبگاه هلندی ان‌آرسی با بیان اینکه برجام هم‌اکنون در شرایطی مانند «مراقبت‌های ویژه» قرار دارد اشاره کرده‌است که یکی از درس‌هایی که ایران از مسئله برجام گرفته، این‌بود که نتیجه این توافق تحریم بیشتر بود.
همچنین وزیر امور خارجه در ۱۷ آذر با بیان اینکه از میزان تعهد اتحادیه اروپا به اجرای برجام ناراضی هستیم، پیوستن ۶ کشور اروپایی به اینستکس را مثبت خواند و در عین حال بر عملیاتی شدن این سازوکار تأکید کرد. وی دربارهٔ ضرورت اجرای واقعی تعهدات برجامی توسط دیگران و اینکه ایران این آمادگی را همواره داشته که در صورت اجرای تعهدات دیگران، اقدامات مبتنی بر ماده ۳۶ خود را متوقف کند هم در جلسه مطرح شده‌است.
جوزف بورل مسئول جدید سیاست خارجی اتحادیه اروپا ۱۸ آذر ماه گفت بروکسل از توافق هسته‌ای با ایران حمایت می‌کند و خواهان حفظ آن است، اما در صورتی که کاهش تعهد ایران به برجام ادامه یابد، حفظ این توافق ناممکن می‌شود.
بورل که بعد از نشست وزیران خارجه اتحادیه اروپا در بروکسل در جمع خبرنگاران صحبت می‌کند، در مورد بحث ایران اعلام می‌کند: 
«این موضع واحد، برای ما بسیار مهم است. تمام شرکت‌کنندگان از این توافق پشتیبانی می‌کنند و می‌خواهند آن را حفظ کنند. من اشاره کردم که زنده نگه داشتن این توافق، مسئولیت جمعی است، اما اگر روند اخیر در سوی هسته‌ای معکوس نشود، [این توافق] قابل تداوم نخواهد بود. اما اتحادیه اروپا و تمام شرکت‌کنندگان در نشست روز جمعه کمیسیون برجام در وین بسیار زیاد پشتیبان این توافق هستند.»
همچنین لو دریان در نشست خبری با جوزف بورل در پاریس، با ابراز نگرانی از وضعیت برجام، گفت اروپا به مقام‌های ایرانی هشدار داده‌است که در صورتی که ایران در ماه ژانویه گام تازه‌ای در جهت کاهش تعهد به برجام بردارد، «اصل این توافق» در معرض خطر قرار می‌گیرد.
وی گفت پاریس معتقد است که تصمیم ایران برای کاهش تعهد به برجام، «پاسخی غلط» به «تصمیم بد» آمریکا برای خروج یکجانبه از توافق هسته‌ای بوده‌است، که می‌تواند به تضعیف ثبات در منطقه منجر شود.
ولادیمیر چیزوف نماینده دائم روسیه در اتحادیه اروپا هم در ۱ دی ۱۳۹۸ درباره‌آینده برجام‌اعلام کرده‌است: «شرایط بحرانی است. این نه تنها عقیده دستگاه سیاست خارجی اتحادیه اروپا بلکه موضع همه اعضای حاضر در نشست کمیسیون برجام بود. ایرانی‌ها این را واضح گفته‌اند که مگر تا اوایل ژانویه حرکت مثبتی انجام شود در غیر اینصورت گام پنج تعلیق تعهدات از سوی این کشور برداشته خواهد شدنهادهای اتحادیه اروپا هنوز معتقدند که برجام را می‌توان حفظ کرد در واقع هرچند که ایمان (به حفظ برجام) روز به روز قویتر نمی‌شود اما بعد از نشست کمیسیون برجام همه بازیگرها در حال ادامه مشورت‌ها هستند، دفتر سیاست خارجی اتحادیه اروپا به نمایندگی هلگا اشمید، تروئیکای اروپایی و چین و روسیه و البته ایران. آمریکا دیگر در این مذاکرات مشارکت ندارد و از برجام خارج شده‌است. و نه تنها خارج شده بلکه تلاش می‌کند دیگران را نیز از انجام تعهداتشان بازدارد ایرانی‌ها حق دارند بگویند از (مزایای) برجام تأثیر ضعیفی دریافت کرده و استفاده کمی هم از مکانیسم ویژه پرداخت با ایران موسوم به اینستکس کرده‌اند، این یک طرف قضیه است، مسئله دیگر تأثیر کم تسهیل تحریم‌ها برای ایران بوده‌است. حتی اگر همین فردا اینستکس به ظرفیت کامل برسد ایران هنوز بیشتر پول‌هایش را در اختیار ندارد تا از طریق اینستکس مروادات مالی را انجام دهد. با این وجود برخی امکانات (از طریق اینستکس) وجود دارد. علاوه بر آن، ایران هم مکانیسم مشابهی به نام نهاد ویژه مالی و تجاری (STFI) ایجاد کرده‌است و این دو مکانیسم با هم در تعامل هستند.»
در همین راستا سرگئی لاوروف روز یکشنبه در مصاحبه با خبرگزاری تاس گفت: «با ایران نمی‌توان با روشی که واشینگتن در پیش گرفته رفتار کرد. آمریکا نه تنها آشکارا منشور ملل متحد را نقض کرده و از اجرای یک قطعنامه الزام‌آور شورای امنیت سازمان ملل سر باز می‌زند، بلکه به شکلی بی‌ادبانه خواسته‌هایی را در برابر ایران قرار می‌دهد، آن در برابر کشوری با سنت، تمدن چند هزار ساله و عزت نفس لاوروف در ادامه درخواست‌های آمریکا از ایران را «غیر منطقی» توصیف کرد» او افزوده: «در حقیقت، آمریکایی‌ها گفتند که این قطعنامه را اجرا نمی‌کنند در حالی که ایران باید تحت این قطعنامه انجام همه موارد خواسته شده را ادامه دهد. علاوه بر این، آمریکایی‌ها از دیگران که حق تجارت آزاد با ایران به آن‌ها در قبال محدود شدن برنامه هسته‌ای ایران، داده شده، می‌خواهند تجارت با ایران را متوقف کنند. در حالی که ایران موظف به ادامه تعهدات خود است.» در ۴ دی ماه وانگ یی وزیر خارجه چین به مناسبت پایان سال ۲۰۱۹ با روزنامه «مردم» (People’s Daily) مصاحبه مفصلی ترتیب داده و در آن ضمن هشدار به واشینگتن و تأکید بر روابط بی‌سابقه پکن با مسکو، از تلاش چین برای حفظ «اقتدار و اثربخشی برجام» سخن می‌گوید «چین همیشه یک نیروی ایجاد کننده صلح در خاورمیانه بوده‌است. ما اقتدار و اثربخشی برجام را حفظ کرده‌ایم و طرف‌های مربوطه را به حل اختلافات از راه مذاکره و مشورت تشویق کرده‌ایم.»

### جلسه‌شورای امنیت درباره‌اجرای قطعنامه ۲۲۳۱ از سوی ایران
این جلسه به بررسی هشتمین گزارش «آنتونیو گوترش» دبیرکل سازمان ملل دربارهٔ قطعنامه ۲۲۳۱ شورای امنیت می‌پرداخت
نماینده آمریکا در سازمان ملل در پایان جلسه اعلامیه منتشر کرد: 
«ایران به اشباع کردن خاورمیانه از تسلیحات ادامه می‌دهد، که نقض قطعنامه ۲۲۳۱ است. این شامل ارسال نارنجک‌انداز به عدن، موشک کروز برای حوثی‌ها و پهپاد و مواد انفجاری به سوریه می‌شوداین اقدام تحریک‌آمیز (حمله به آرامکو) باید از سوی تمام کشورها محکوم شود، فارغ از اینکه چه موضعی در قبال توافق هسته‌ای دارند که اگر تهران به بی‌ثبات کردن خاورمیانه ادامه بدهد واشینگتن نیز هر آنچه در توان داشته باشد برای محدود کردن «رفتارهای شرورانه ایران» به کار می‌بندد. دولت آمریکا به ریاست «دونالد ترامپ»، متوسل شدن ایران به سیاست لبه‌پرتگاه جهت کم‌رنگ کردن رفتارهای خود را نمی‌پذیرد.»

### شکایت سه‌کشور اروپایی از موشک‌های ایران به سازمان‌ملل
فرانسه، آلمان و بریتانیا در نامه‌ای به دبیرکل سازمان‌ملل نوشتند با توجه‌به عکس‌های اخیر از سامانه موشکی شهاب ایران، ایران، موشک‌های بالستیک ساخته که می‌تواند کلاهک هسته‌ای داشته‌باشد.
آن‌ها از دبیرکل ملل‌متحد نیز خواسته‌اند بنابر وظیفه‌اش، این کارهای ایران و زیرپاگذاشتن قطع‌نامه‌های برجامی شورای امنیت ملل‌متحد را به آن شورا خبر دهد.
- غربی‌ها، بریتانیا، آلمان و فرانسه، و اتحادیه‌اروپا از ایران گله دارند که چرا تعهدهای هسته‌ای برجامی‌اش را می‌کاهد و ایران هم انتظار دارد اروپا، در برابر بیرون‌رفتن آمریکا از برجام بایستد و به ایران در برجام کمک کند.
- دفتر سیاست خارجی اتحادیه اروپا دربارهٔ رایزنی‌های انجام شده درروز جمعه۱۵ آذرکه در حاشیه آخرین نشست کمیسیون مشترک برجام در سال ۲۰۱۹ بود بیانیه‌ای منتشر کرد و در آن ضمن انتقاد از گام‌های ایران در زمینه کاهش تعهدات برجامی خودش، دربارهٔ سازوکار اینستکس اظهارنظر کرد.

در بیانیه آمده‌است: «این نشست در یک برهه حساس برگزار می‌شد. شرکت‌کنندگان به پایبندی ۱۴ ماهه ایران به تعهدات هسته‌ای برجامی خودش بعد از خروج تاسف‌برانگیز ایالات متحده از این توافق و اعمال مجدد تحریم‌های آمریکا که سبب شد ایران به مزایای کامل رفع تحریم‌ها برسد، اذعان کردند. مشارکت‌کنندگان بار دیگر بر اینکه برجام یک دستاورد بین‌المللی و عنصر کلیدی در زمینه معماری جهانی در زمینه عدم اشاعه هسته‌ای است، تأکید کردند. در این باره، نگرانی‌هایی جدی در خصوص یک سلسله از تحولات به ویژه در خصوص اقدامات اخیر ایران در زمینه اجرای تعهدات هسته‌ای برجامی این کشور مطرح شدند. همه شرکت‌کنندگان بر اهمیت کلیدی اجرای کامل و مؤثر تعهدات همه طرف‌ها و اراده‌شان برای پیش بردن تلاش‌ها به منظور حفظ توافق (برجام) تأکید کرد. با این نیت و مطابق با بیانیه مشترک نشست در سطح وزرای خارجه ماه سپتامبر اتحادیه اروپا/ سه کشور اروپایی به علاوه ۲ (روسیه و چین) و ایران در نیویورک، سه کشور اروپایی به علاوه دو کشور، قویا ایران را تشویق کردند که اقدامات ضروری را برای اجرای کامل تعهدات هسته ای خودش و اجتناب از انجام اقدامات تنش‌آمیز اتخاذ کند و همچنین بر اهمیت حفظ مزایای اقتصادی برجامی ایران تأکید کردند مشارکت‌کنندگان این طرح، بار دیگر بر حمایت قوی خودشان و مسوولیت جمعی‌شان در زمینه ادامه کار پروژه‌های کلیدی عدم اشاعه هسته‌ای که بخش حیاتی برجام هستند، تأکید کردند. آنها از تداوم تلاش‌های گروه مشترک کاری اراک، چین و بریتانیا در زمینه پیش بردن پروژه نوسازی اراک استقبال کردند. آنها تحولات اخیر در رابطه با تأسیسات نطنز را بررسی کردند و حمایت مستحکم خودشان را از تلاش‌های روسیه برای ادامه اجرای پروژه ایزوتوپ پایدار ابراز داشتند. مشارکت‌کنندگان از تلاش‌های دیپلماتیک اخیر به منظور کاستن از تنش‌ها قدردانی کردند. برای مثمر ثمر شدن این تلاش‌ها، همه طرف‌های مربوطه باید به اندازه کافی انعطاف از خودشان نشان دهند.
- برایان هوک»، نماینده ویژه دولت آمریکا در امور ایران شامگاه۲۰ آذر ماه خواستار افزایش فشار کشورهای اروپایی روی برنامه موشکی ایران شد. برایان هوک که در نشست لابی موسوم به «بنیاد دفاع از دموکراسی» صحبت می‌کرد بار دیگر گفت: «خروج از برجام اهرم فشاری در اختیار ما قرار می‌دهد تا از تبدیل شدن ایران به یک کشور هسته‌ای جلوگیری کنیم.»
- «کریستوفر برگر» سخنگوی وزارت خارجه آلمان شامگاه ۲۲ آذر طی نشست خبری در برلین با ادعای نقض قطعنامه شورای امنیت سازمان ملل توسط ایران، گفت کشورش از برنامه موشکی تهران شدیداً نگران است. او اعلان کرد: «ما مکرراً نگرانی خود را در گذشته اعلام کرده و گفته‌ایم که به‌صورت خاص آزمایش‌های موشکی ایران در تناقض با قطعنامه ۲۲۳۱ شورای امنیت سازمان ملل است». این مقام آلمانی با اشاره به نامه چند روز پیش فرانسه، انگلیس و آلمان به سازمان ملل دربارهٔ لزوم توقف فعالیت‌های موشکی بالستیک ایران با استناد به قطعنامه ۲۲۳۱، اظهار داشت: «نامه تروئیکای اروپایی برای رفع این نگرانی دربارهٔ برنامه موشکی ایران است».

### تلاش برای میانجیگری
روزنامه «لوموند» در مطلبی با عنوان «پرونده هسته‌ای ایران: شکست واسطه‌گری فرانسه میان ایالات متحده و ایران»، به نقل از منابع مطلع نوشته‌است که دولت فرانسه به این نتیجه رسیده که تلاش‌های برای وساطت میان واشینگتن و تهران با شکست روبرو شده‌است.
رئیس‌جمهور فرانسه برای بیش از دو ماه در تلاش بود تا دیداری میان رؤسای جمهور ایران و آمریکا ترتیب دهد و دو طرف را به توافق هسته‌ای و تلاش برای کاستن از تنش‌ها، متعهد کند، اما این رایزنی‌ها بی‌نتیجه ماند.
منبعی دیپلماتیک در این مورد به لوموند گفته‌است: «یک فضای دو تا سه‌ماهه از تابستان تا نیمه نوامبر (اواخر آبان) وجود داشت. این فضا اکنون بسته شده‌است نزدیک شدن انتخابات مجلس شورای اسلامی در ایران و انتخابات ریاست‌جمهوری در آمریکا، اوضاع را بیش از پیش پیچیده کرده‌است.»

### تهدید به خروج از NPT
بعیدی‌نژاد سفیر ایران در لندن هشدار داده که برخی از چهره‌های اثرگذار در داخل ایران، خروج از معاهده منع گسترش سلاح‌های اتمی را به‌عنوان پاسخی به عدم برآورده شدن انتظارها از سوی طرف‌های اروپایی برجام، پیشنهاد کرده‌اند. او با اشاره به وجود فشار داخلی برای خروج از معاهده منع گسترش سلاح‌های اتمی (NPT)، گفت سال آینده که این معاهده تحت بازبینی قرار گیرد، در «خطر کامل» قرار خواهد گرفت.

## واکنش‌ها

### ایران

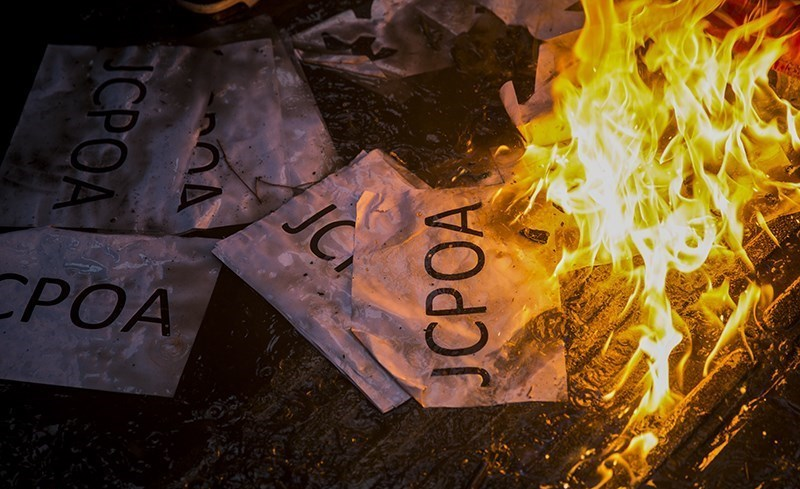
دانشجویان تهرانی عصر چهارشنبه ۱۹ اردیبهشت با برگزاری تجمع در واکنش به خروج از برجام توسط دونالد ترامپ، رئیس‌جمهور آمریکا، در مقابل سفارت سابق آمریکا طی بیانیه ای از مسئولان دولت خواستند تا از این پس طبق سخنان رهبر جمهوری اسلامی عمل کرده و پاسخ به خروج آمریکا از برجام بدهند.

بازتاب و واکنش‌های کنشگران ایرانی در سطح بین‌المللی
- سید علی خامنه‌ای رهبر ایران در واکنش به این اقدام بیان کرد: «بنده از روز اول بارها گفتم به آمریکا اعتماد نکنید؛ هم در جلسهٔ عمومی گفتم و هم در جلسهٔ خصوصی. گفتم اگر می‌خواهید قرارداد ببندید، تضمین لازم را بگیرید و بعد ببندید. یکی از شروطی که گفتم این بود که رئیس‌جمهور آمریکا باید امضا کند. مسئولان محترم زحمت کشیدند و عرق ریختند و خب، نتوانستند. دو سال و نیم است که ما در حال انجام این قرارداد هستیم و حالا این مردم می‌گوید من قبول ندارم.[۷۷]» وی با اشاره به مخالفت آمریکا با اصل نظام جمهوری اسلامی و بهانه بودن مسئله هسته‌ای گفت: «آن‌وقتی که مسئلهٔ هسته‌ای شروع شد… می‌گفتیم مسئلهٔ آمریکا با ایران، مربوط به انرژی هسته‌ای نیست و این‌ها بهانه است؛ می‌گفتند نه، این‌جور نیست. حالا دیدید که این‌جوری است؛ ما برجام را پذیرفتیم اما دشمنی‌ها با جمهوری اسلامی تمام نشد. حالا مسئلهٔ حضور ما در منطقه و مسئلهٔ موشک‌ها را مطرح می‌کنند؛ اگر این‌ها را هم قبول کنیم، مسئله تمام نخواهد شد، مسئلهٔ دیگری را شروع می‌کنند. علت مخالفت آمریکا با نظام جمهوری اسلامی این است که آمریکا به‌طور کامل سلطه داشت و انقلاب دست آن‌ها را کوتاه کرد.[۷۸]»
- حسن روحانی در نطق تلویزیونی بلافاصله پس از اعلامیه ترامپ در این باره گفت «از این لحظه توافق برجام بین ایران و پنج کشور است. در این شرایط باید منتظر باشیم تا شش کشور بزرگ جهانی نسبت به توافق چگونه عمل می‌کنند.»[۷۹] وی گفت که در این باره به وزارت خارجه دستور داده تا طی دو هفته آینده با طرف‌های دیگر برجام دربارهٔ امکان تأمین منافع ایران از این معاهده بدون حضور آمریکا مذاکره انجام شود تا در این صورت، برجام بدون آمریکا حفظ شود.[۸۰]
- محمدحسین باقری رئیس ستاد کل نیروهای مسلح در واکنش به خروج آمریکا از برجام، با تأکید بر تکیه بر توان داخلی کشور گفت: «ما امروز با نظامی مواجه هستیم که به برجامی که برای ملت ما مطلوب نبود و ما آن را با کرامت و بزرگواری برای اتمام حجت با جهان پذیرفتیم، به امضای خود پایبند نمی‌ماند. ما در داخل تجربه کرده‌ایم که اگر بخواهیم پایدار بمانیم باید دست به زانوی خودمان بزنیم و به برجام و امثال آن تکیه نکنیم.»[۸۱]
- سید عبدالرحیم موسوی فرمانده کل ارتش در این باره گفت: «من از روز اول معتقد بودم بزرگ‌ترین خسارت برجام مشروعیت بخشیدن به مذاکره با آمریکا و بزرگ‌ترین سود آن همین اثبات عدم پایبندی آنها به تعهداتشان است. خدا را شکر می‌کنیم که آمریکا از برجام خارج شد. این طبیعت نظام سلطه و نگاه خاصی است که آن‌ها به ما دارند.[۸۲]»
- محمدعلی جعفری فرمانده کل سپاه در واکنش به خروج آمریکا از برجام گفت: «اقدام ترامپ در خروج از برجام را به فال نیک می‌گیریم، این اتفاق جدیدی نیست و تأثیر تعیین‌کننده‌ای در هیچ حوزه‌ای که خلاف منافع ملی ما باشد نخواهد داشت. کاملاً روشن بود که آمریکایی‌ها مورد اعتماد نیستند و یک بار دیگر اثبات شد که آمریکا برای مذاکره و تعامل قابل اعتماد نیست.[۸۳]»

### اعضای ۵+۱
- ایالات متحده آمریکا: دونالد ترامپ یک روز پس از خارج کردن این کشور از برجام، بار دیگر جمهوری اسلامی را تهدید کرد و گفت ایران یا باید مذاکره کند یا اتفاق دیگری خواهد افتاد وی همچنین اظهار داشت: «من به ایران توصیه می‌کنم برنامه هسته‌ایش را از سر نگیرد. من به آنها قویا توصیه می‌کنم. اگر دست به چنین کاری بزنند با عواقب جدی روبرو می‌شوند».[۸۴]
- اتحادیه اروپا: پیشتر اعلام کرده بود که تا پیش از اعلام رسمی دونالد ترامپ هیچ واکنشی به برجام نخواهد داشت.[۸۵] پس از اعلام کناره‌گیری آمریکا از برجام، فدریکا موگرینی حمایت اتحادیه اروپا از برجام را اعلام کرد.[۸۶]
- آلمان: آنگلا مرکل، صدراعظم آلمان در ارتباط با تصمیم ترامپ به خروج از برجام گفت این اقدام عواقب سنگینی در پی خواهد داشت. مرکل تأکید کرد که آلمان و دو کشور بریتانیا و فرانسه به تعهدات بین‌المللی خود در ارتباط با توافق هسته‌ای پایبند هستند. فرانک والتر اشتاین‌مایر، رئیس‌جمهوری آلمان نیز در ارتباط با اقدامات و تصمیمات دولت ترامپ موضع گرفته و نسبت به فاصله ایجاد شده در مناسبات آمریکا با متحدانش ابراز نگرانی کرد وی همچنین افزود اقدامات دولت آمریکا جوامع را دوقطبی و دستخوش انشقاق می‌کند.[۸۷]
- فرانسه: امانوئل مکرون، رئیس‌جمهور فرانسه طی تماسی تلفنی با حسن روحانی از او خواست تا در کنار فرانسه، آلمان و بریتانیا به برجام پایبند بماند.[۸۸]
- بریتانیا: از تصمیم آمریکا اظهار تأسف کرد.[۸۶]
- روسیه: وزارت خارجه روسیه با صدور بیانیه‌ای ضمن ابراز تأسف از تصمیم رئیس‌جمهور آمریکا برای خروج از برجام تصریح کرد که «برجام توسط قطعنامه شورای امنیت سازمان ملل تصویب شده‌است. این سازمان تنها به ایالات متحده تعلق ندارد، بلکه مالکیت آن متعلق به کل جامعه بین‌المللی است. ایران به شدت به تعهداتش پایبند بوده‌است و هیچ دلیلی برای تضعیف یا خروج از این توافق هسته‌ای وجود ندارد.»[۸۹]

### سایر کشورها
- اسرائیل: وزارت امور خارجه اسرائیل در پی تصمیم دونالد ترامپ، رئیس‌جمهور آمریکا برای خروج از برجام در پیامی به زبان فارسی در صفحه توییتر خود گفت: «تصمیم پرزیدنت ترامپ برای خروج از توافق هسته‌ای تصمیم شجاعانه و درستی است و ما کاملاً از آن حمایت می‌کنیم. خطرناک‌ترین رژیم جهان نباید به خطرناک‌ترین اسلحه جهان دستیابی پیدا کند.»[۹۰]
- عربستان سعودی: از این اقدام استقبال کرد.[۹۱]
- امارات متحده عربی وزارت خارجه امارات متحده عربی ضمن اعلام حمایت از تصمیم ترامپ برای خروج از برجام حمایت خود را از سیاست‌های ترامپ در برابر تهران اعلام کرد و خواستار حمایت جامعه بین‌المللی از موضع دولت آمریکا برای رها ساختن خاور میانه از سلاح‌های هسته‌ای شد.[۹۲]
- بحرین: وزارت خارجه بحرین با صدور بیانیه ای ضمن اعلام حمایت از تصمیم دونالد ترامپ نوشت: «این تصمیم نشان می‌دهد که آمریکا خود را ملزم به رویارویی با سیاستهای ایران و تلاشهای این کشور برای صدور تروریسم به منطقه می‌داند بی آنکه تعهدی به قوانین و عرف بین‌المللی داشته باشد‎».[۹۳]
- ترکیه: رجب طیب اردوغان رئیس‌جمهور ترکیه در واکنش به تصمیم ترامپ با ابراز تاسف از تصمیم واشینگتن برای خروج از برجام، اعلام کرد: «آمریکا بازنده این مسئله خواهد بود زیرا به توافقی که خود امضا کرده، پایبند نبوده‌است.» وی با بیان اینکه واشینگتن از ابتدا نیز به تعهداتش در برجام پایبند نبوده، گفت: «شما نمی‌توانید هر وقت که خواستید، توافقات بین‌المللی را لغو کنید».[۹۴]
- سوریه: وزارت خارجه سوریه با بیان اینکه خروج آمریکا از برجام نشان‌دهنده عدم پایبندی آن‌ها به توافقات هسته‌ای است، این اقدام ترامپ را محکوم و اعلام نمود: «این امر بار دیگر ثابت کرد که آمریکا به توافقات و معاهدات بین‌المللی پایبند نیست.[۹۵]»
- اسپانیا: ماریو راجی، نخست‌وزیر اسپانیا، از تصمیم ترامپ برای ترک معامله ایران انتقاد کرد.[۹۶]
- چین: آمریکا برجام را به شکست کشانده و باعث بی‌ثباتی در نقاط مختلف دنیا شده و با این اقدامات به اقتصاد جهان نیز ضربات جدی وارد کرده و جامعه بین‌المللی را نگران کرده‌است.[۹۷]
- نیوزیلند- جاسیندا آردرن نخست‌وزیر نیوزیلند اعلام کرد: «خروج آمریکا از توافق هسته‌ای ایران یک گام به عقب بود.[۹۸]»

### مقامات آمریکا
- نیکی هیلی سفیر ایالات متحده در سازمان ملل متحد: «ترامپ تصمیم مطلقاً درستی اتخاذ کرده‌است.»[۹۹]
- مایک پومپئو وزیر خارجه: «در حالیکه ما از توافق ایران خارج می‌شویم، با متحدین خودمان برای یافتن یک راه حل واقعی، جامع، و پایدار در رابطه با تهدیدات ایران کار خواهیم کرد.»[نیازمند منبع]
- جان بولتون، مشاور امنیت ملی ترامپ: «تحریم‌های آمریکا فوراً بازگردانده می‌شود و بر قراردادهای جدید اعمال می‌شود و شرکت‌های خارجی چند ماه برای خروج از ایران فرصت دارند.»[۱۰۰]
- وزارت خزانه‌داری ایالات متحده آمریکا نیز اعلام کرد: «تحریم‌هایی که به قراردادهای پیشین امضا شده در ایران مربوط است در یک دوره گذار نود تا صد و هشتاد روزه به اجرا گذاشته می‌شود.»[۱۰۱]

## پیامدها
ارتش اسرائیل نیروهای خود را به حالت آماده باش درآورد. به شهروندان اسرائیلی که در ارتفاع‌های جولان زندگی می‌کنند گفته شده‌است که پناهگاه‌های بمب آماده کنند.
در پی این اقدام، قیمت نفت با نوساناتی همراه شد.

### اقتصادی
پس از اعلام تصمیم ترامپ برای خروج از برجام، استیون منوچین، وزیر خزانه‌داری آمریکا اعلام کرد که مجوزهای دو شرکت بوئینگ و ایرباس برای فروش هواپیمای مسافربری به ایران لغو خواهد شد، همچنین پنجاه شرکت خارجی به دلیل ترس از تحریم‌های آمریکا از ایران خارج شدند
این در حالی است که در آذر ۱۳۹۵ وزارت خزانه‌داری ایالات متحده آمریکا مجوز فروش ۱۰۶ هواپیمای مسافربری به شرکت هواپیمایی ملی ایران (هما) را برای شرکت ایرباس فرانسه صادر کرده بود و شرکت هواپیماسازی ایرباس نیز در تیر ۱۳۹۶ برای فروش ۷۳ فروند هواپیمای مسافربری با دو شرکت هواپیمایی ایرانی به توافق رسیده بود.
شرکت نایک اعلام کرد که بازیکنان تیم ملی فوتبال ایران حق ندارند به علت تحریم‌ها از کفش‌های این شرکت در جام جهانی ۲۰۱۸ استفاده کنند.

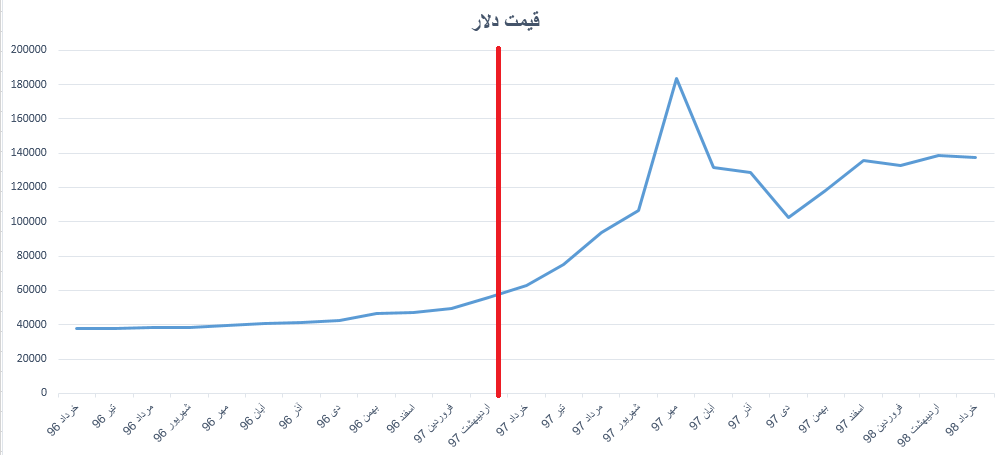
قیمت دلار در بازه زمانی یک سال قبل و پس از خروج آمریکا از برجام، از خرداد ۹۶ تا خرداد ۹۸. تاریخ خروج آمریکا از برجام با خط قرمز رنگ مشخص شده‌است.

ارزش ریال ایران پس از این خبر به شکل قابل ملاحظه ای کاهش یافت و هر دلار آمریکا با قیمت بیش از ۱۴۰٬۰۰۰ ریال ایران مبادله شد. پیش از این دلار به قیمت کمتر از ۴۰٬۰۰۰ ریال مبادله می‌شد.

### هسته‌ای
ایران در چارچوب برجام پذیرفته بود به مدت ۱۵ سال غنی سازی خود را تا سقف ۳٫۶۷ درصدی نگه دارد. ایران به تلافی خروج آمریکا از برجام، بخشی از فعالیت‌های هسته ای خود را اکه تحت برجام محدود کرده بود از سر گرفت. ایران تدریجاً غنی سازی خود را افزایش داد. تا پیش از تصویب قانون اقدام راهبردی برای لغو تحریم‌ها و صیانت از حقوق ملت ایران در مجلس شورای اسلامی در دسامبر ۲۰۲۰ که پس از سو قصد به محسن فخری زاده صورت گرفت، استراتژی تعمدی ایران حفظ فضا برای احیای برجام با وارد آوردن فشار به آمریکا برای بازگشتن به برجام با ابراز قصد نداشتن برای توسعه سلاح‌های هسته ای یا سرمایه‌گذاری در پژوهش‌های مرتبط با تسلیحات بود. با تصویب این قانون که سازمان انرژی اتمی ایران را موظف به شتاب دادن بیشتر به برنامه هسته ای ایران و کاستن از دسترسی‌های آژانس بود، این استراتژی تغییر کرد. با رسیدن سید ابراهیم رئیسی به ریاست جمهوری او به توسعه برنامه هسته ای ایران به جاهای حساس به اشاعه فراتر از آنچه قانون مجلس الزام کرده بود ادامه داد. کوتاهی پس از وقوع یک انفجار در تأسیسات غنی سازی نظنز، ایران گام بی‌سابقه غنی سازی ۶۰ درصدی اورانیوم ۲۳۵ را در آوریل ۲۰۲۱ برداشت. این موارد نقض برجام باعث شد برنامه هسته ای ایران به پیشرفته‌ترین حد در طول تاریخ این کشور برسد. در نوامبر ۲۰۲۲، ایران اورانیوم کافی برای تولید اورانیوم در حد تسلیحات را در ظرف هفت روز دارا بود. در مقایسه، این بازه زمانی لازم برای تولید اورانیوم تسلیحاتی در زمان شروع مذاکرات برجام در سال ۲۰۱۳ دو تا سه ماه و در زمان پیاده‌سازی کامل برجام ۱۲ ماه بود. گزارش‌هایی از غنی سازی ۸۴٪ ای توسط ایران که تنها ۶٪ از آنچه برای ساخت سلاح لازم است کمتر است، نگرانی‌هایی را در غرب و اسرائیل از حرکت برنامه هسته ای ایران به سوی بمب در غیاب محدودیت‌های برجام برانگیخته است.